# Militaire Max Joseph-Orde

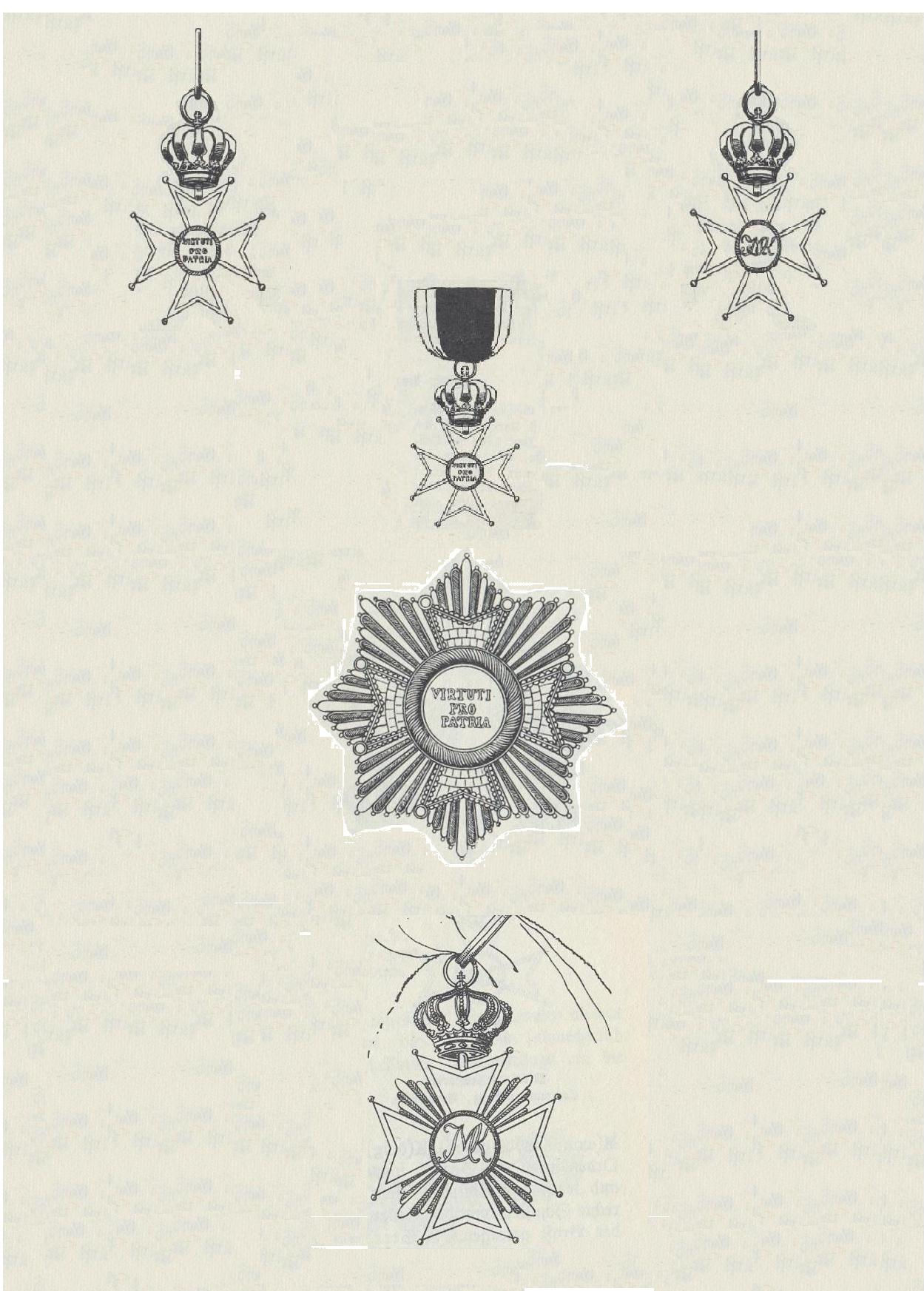
Versierselen van de orde

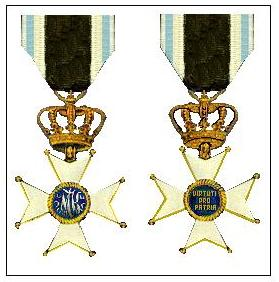
Het kruis aan lint van de Militaire Max-Joseph-Orde. Particuliere verzameling Groningen

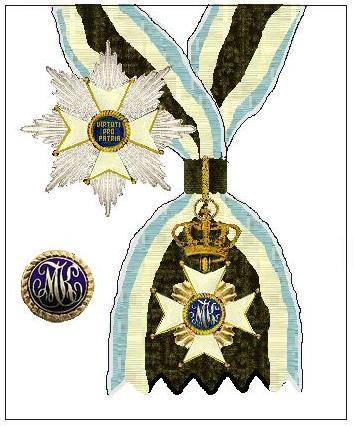
Het grootkruis, de ster en het medaillon met het Koninklijke monogram.

De Militaire Max Jozef-orde (Duits: Max-Joseph-Militärorden) werd op 8 juni 1797 door de Beierse keurvorst Karel Theodoor gesticht als een onderscheiding voor officieren. Op 1 januari 1806 werd de Orde door koning Maximiliaan I Jozef van Beieren vernieuwd en van nieuwe statuten voorzien.
De Orde werd tot aan de val van de Beierse monarchie in 1918 verleend en is een van de historische Orden van Beieren.
Het motto van de Orde was "virtuti pro patria" (Latijn: "verdienste voor het vaderland").
De Orde is een aangepaste vorm van het oudere "Keurpfalzische Militaire Ereteken" (Duits: "churpfalz-bayerische Militärehrenzeichen") dat van 1794 tot 1806 werd toegekend. De onderscheidingen lijken sterk op elkaar. De dragers van het ereteken, dat nadrukkelijk geen ridderorde was, werden door Maximiliaan I Jozef als "Ereridder" in de Militaire Max Joseph-Orde opgenomen.
De Orde diende als beloning van in oorlog verrichtte daden die met "inzicht, tegenwoordigheid van geest en moed op eigen initiatief en onder levensgevaar tot voordeel en roem van het Koninkrijk hadden bijgedragen". De statuten volgen daarin de oudere Oostenrijkse Militaire Orde van Maria Theresia waarin het eigen initiatief ook werd benadrukt.
De opname in de Orde betekende dat men ook in de Beierse adel werd opgenomen. Dat was een verheffing in de persoonlijke, niet vererfbare, adel.  Was een voorvader ook al in de Orde opgenomen dan was deze adeldom erfelijk.
De koning was grootmeester van de Orde die uit grootkruisen, commandeurs en ridders bestond. De laatste ridder, Ritter von Schramm overleed in 1984.
Tussen 1806 en 1918 werden 59 grootkruisen, 93 commandeurs en 779 ridders benoemd.
Beieren was tijdens de napoleontische oorlogen een bondgenoot van Napoleon I en daarom werden de Franse maarschalken Berthier, Davoust en Oudinotin de orde opgenomen.
Later werden ook de geallieerde bevelhebbers Wellington, lord Somerset, Schwarzenberg, Radetzky, Geneisenau en Moltke met een grootkruis bedacht.
In 1870 werd de zegevierende Pruisische kroonprins en latere keizer Frederik III met het grootkruis onderscheiden.
In Beieren zelf vallen vorst Wrede, en de prinsen Leopold en Frans op.
Op 17 augustus 1818 stelde koning Max Jozef vast dat ieder jaar op 13 oktober in München een feestelijke mis moest worden gecelebreerd ten aandenken aan de ridders van de Orde. Ook nu nog legt de Duitse Bundeswehr ieder jaar op deze dag een krans op het monument van de Orde in München. In 2006 werd het 200-jarig bestaan van de Orde groots gevierd en werd er een militaire parade gehouden.

## Grootkruisen die in de Eerste Wereldoorlog werden verleend
- Frans Jozef I keizer van Oostenrijk en koning van Hongarije op 12 april 1915
- Veldmaarschalk aartshertog Frederik van Oostenrijk op 12 april 1915
- Veldmaarschalk August von Mackensen op 4 juni 1915
- Generaal der Infanterie Franz Freiherr Conrad von Hötzendorf, de Oostenrijks-Hongaarse chef-staf van het leger, op 21 juli 1915
- Generaal der Infanterie aartshertog Eugenius van Oostenrijk op 12 november 1915
- Generaal der Cavalerie aartshertog Karel Frans Jozef van Oostenrijk op 26 oktober 1916

Onder de "azen", de gevierde gevechtspiloten, werden
- Hans Ritter von Adam
- Eduard Ritter von Dostler,
- Heinrich Ritter von Gontermann
- Robert Ritter von Greim
- Georg Ritter von Hengl
- Max Ritter von Müller
- Friedrich Ritter von Mulzer
- Friedrich Ritter von Röth
- Eduard Ritter von Schleich

en
- Adolf Ritter von Tutschek

met de Militaire Max Jozef-Orde onderscheiden. Zij werden dus allen, voor zover zij niet al van adel waren, in het vervolg "Ritter von..." genoemd en behielden deze naam, ook al kent Duitsland kent sinds 1918 geen adel en geen titels meer, ook na 1918.
Zowel de fanatieke nazi Robert Ritter von Greim, Görings opvolger als bevelhebber van de Luchtmacht en Hitlers weifelachtige "stadhouder" in Beieren Franz Ritter von Epp als Beierens laatste democratische premier, de in Dachau vermoorde Gustav Ritter von Kahr waren Ridders in deze Orde.
De laatste Koninklijke Beierse minister van Oorlog, generaal Philipp von Hellingrath was Commandeur in de Militaire Max Jozef-Orde.
De belangrijkste Orden van Verdienste die het Koninkrijk Beieren aan leger en luchtmacht verleende waren de Militaire Max-Jozef-orde, de Orde van Militaire Verdienste en de zeldzame Orde voor de Militaire Gezondheidszorg.

Onderofficieren en manschappen kregen de felbegeerde kruisen van deze orden niet; voor hen was er de gouden of zilveren medaille voor Militaire Verdienste of het gouden of zilveren kruis van de Orde van Militaire Verdienste, al dan niet met kroon.
Pruisen verleende in deze tijd het IJzeren Kruis aan dappere en verdienstelijke militairen zonder daarbij veel acht te slaan op de rang. Het Keizerrijk Duitsland kende zèlf geen ridderorden en beschikte over slechts enkele medailles. Het decoratiebeleid was tot aan het einde van de Eerste Wereldoorlog een zaak voor de 21 staten die het Duitse Keizerrijk vormden.

## De rangen en versierselen van de Orde
- Grootkruisen

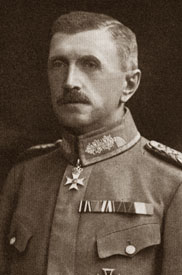
Generaal Philipp von Hellingrath met om zijn hals de Militaire Max Jozef-Orde in 1918

De grootkruisen droegen hun kleinood aan een gouden keten met schakels in de vorm van de in vlammen gehulde helblauwe initialen "VPP",groene lauwerkransen en gouden kronen. Daarnaast werd het kleinood aan een breed lint over de rechterschouder op de linkerheup gedragen. De grootkruisen droegen ook een zilveren ster met daarop het kruis van de orde zonder de kroon.
Het kleinood van de grootkruisen week iets af van dat van de ridder, het had gouden stralen tussen de armen.
- Commandeurs

Zij droegen een kruis van de orde aan een lint om de hals.
- Ridders

Zij droegen een kruis van de orde aan een lint op de linkerborst.
Het lint van de Militaire Max Joseph-Orde was zwart met een helblauwe en een witte bies. De kruisen van de drie klassen waren vrijwel gelijk en verschilden vooral in grote. Het grootkruis onderscheidde zich door gouden stralen tussen de armen van het kruis. Het kleinood was een gouden wit geëmailleerd Maltezer kruis met kleine gouden ballen op de acht punten en een medaillon in het midden. Op het blauwe medaillon was aan de voorzijde het monogram van de stichter en op de keerzijde het motto van de Orde in gouden letters te lezen. Boven het kruis was een gouden beugelkroon aangebracht. De officieren (functionarissen) van de Orde droegen een eigen insigne.
De ridders hadden recht op een "eresoldij". De grootkruisen ontvingen ieder jaar 1500 gulden. Acht van de commandeurs kregen 500 gulden en vijftig van de Ridders ontvingen 500 gulden per jaar.

## De Militaire Max Jozef-orde alsHuisorde
De val van de Beierse monarchie in november 1918 heeft merkwaardig genoeg geen einde aan het bestaan van deze Orde gemaakt. Volgens de literatuur bleef de orde tot 1921 bestaan. Het kapittel van de orde bleef bijeenkomen om de nog niet afgedane voordrachten te beoordelen en benoemingen te doen. In de nazi-dictatuur mochten de Beierse orden en hun kapittels niet verder functioneren.
De Vrijstaat Beieren schafte de orden af maar in de ogen van het Huis Wittelsbach is de Militaire Max Jozef-orde aan de Beierse kroon verbonden, zodat de Beierse republiek geen zeggenschap over de Orde had of heeft. Ook nu nog noemt Franz Bonaventura Adalbert Maria Hertog van Beieren, hoofd van het huis Wittelsbach, zich in de Almanach de Gotha grootmeester van de orde.